# Varo de Egipto
Varo de Egipto (d. ca. 307, Alejandría, Egipto) fue un soldado, mártir y santo cristiano. 
Según la tradición, fue soldado establecido en el Alto Egipto que tenía la misión de vigilar a un grupo de monjes que se encontraban a la espera de la ejecución. Cuando uno de los monjes murió, Varo abrazó la fe cristiana y pidió ocupar la plaza del muerto. Murió colgado de un árbol.